# Bark at the Moon (песня)
«Bark at the Moon» — песня хеви-метал вокалиста Оззи Осборна. Это первый сингл с одноименного альбома 1983 года. Клип, снятый на эту песню, стал первым в карьере Осборна.

## Описание
Авторство «Bark at the Moon» приписывают Оззи Осборну в то время, как она была написана в соавторстве с гитаристом Джейком И. Ли и басистом Бобом Дэйсли. Ли утверждает, что он находился под давлением со стороны Шарон Осборн и, вследствие этого, отказался от всех прав на песню. В 2003 году Дэйсли подал иск против Осборна, требуя выплаты роялти за соавторство. Впоследствии все иски были отклонены судами.
Текст песни посвящён мифическому зверю, который терроризировал город и был убит, но таинственным образом вернулся, чтобы сеять хаос. Однако в клипе показана другая история: учёный, которого играет Осборн, глотает в своей лаборатории вещество, которое превращает его в зверя, изображенного на обложке альбома. Часть съемок происходила в больнице для душевнобольных «Holloway Sanatorium. На студийной записи песни барабанщиком был Томми Олдридж, однако в видео присутствует, заменивший его Кармайн Аппис.

## Значение
В марте 2023 года группа авторов американского издания Rolling Stone включила данную песню в список «100 величайших хеви-метал песен всех времён». В этом рейтинге она заняла 56-ю позицию, заметку о ней составил Адриан Бегранд.

## Кавер-версии
- Американская панк-рок-группа Strung Out записала кавер-версию песни в 2000 году, она была издана в сборнике Punk Goes Metal.
- Deluxe Edition альбома Retribution американской треш-метал-группы Shadows Fall включает в себя кавер-версию песни, которая была выпущена в качестве сингла в 2010 году.

## Участники записи
- Оззи Осборн — вокал
- Джейк И. Ли — гитара
- Боб Дэйсли — бас-гитара
- Томми Олдридж — ударные
- Дон Эйри — клавишные

## Чарты
| Чарт (1983)                                                            | Высшая позиция |
| ---------------------------------------------------------------------- | -------------- |
| UK Singles (Official Charts Company)\| Великобритания (OCC UK Singles) | 21             |
| US Bubbling Under Hot 100 Singles (Billboard)                          | 9              |